# Ogg
Ogg（オッグ、オグ）は、パテントフリーのマルチメディアコンテナフォーマットである。主にOggファイル、Oggコンテナなどと呼ばれている。

## 概要
OggはXiph.Org Foundationによって規格化されており
、RFC 3533として文書化されている。
Oggはコンテナであり、1つないし複数のコーデックを内容物として格納する。Oggの最も代表的なコーデックは音声コーデックのVorbisである。Vorbisを格納したOggはOgg Vorbisと呼ばれる（他のコーデックも同様）。Ogg Vorbisを単にOggと呼ぶことがあるが、Oggはコンテナの名称であってコーデックではないことに注意すべきである。他のコーデックには、動画コーデックのTheora、可逆音声コーデックのFLAC、人の声に特化した音声コーデックのSpeex、テキストのWrit（字幕に使う）などがある。
当初Xiph.Org FoundationはOgg共通の拡張子を.oggと定めていたが、2007年に共通の拡張子を.ogx、動画の拡張子を.ogv、音声の拡張子を.ogaに改めた。元々の共通の拡張子であった.oggはOgg Vorbis音声ファイルにのみ互換目的で使われる。これら以外にSpeexを収納したOggの拡張子として.spxが使われることがある。

## Oggに収納できるコーデック
- オーディオ
  - 非可逆圧縮
    - Vorbis: 音声汎用
    - Opus: SILKとCELTを組み合わせたインタラクティブな音声や音楽向けのフォーマット
    - CELT: 低遅延を目標としSpeexとVorbisの中間に位置するフォーマット。開発終了。
    - Speex: 人声に特化。開発終了。

  - 可逆圧縮
    - FLAC: 音声汎用
    - OggPCM: 非圧縮PCM

- テキスト
  - Continuous Media Markup Language: 汎用メタテキストデータ
  - OggKate: カラオケ・テキスト
  - Writ:
  - Annodex:

- ビデオ
  - 非可逆圧縮
    - Tarkin:
    - Dirac: BBC開発の新しいフォーマット
    - Theora: ビデオ汎用。開発終了。
    - Daala: Theoraの後継として開発されていたがAV1に統合。

  - 可逆圧縮
    - OggUVS: 非圧縮ビデオ
    - Dirac: BBC開発の新しいフォーマット